# Edwin Morgan (Dichter)
Edwin George Morgan FRSE OBE (* 27. April 1920 in Glasgow; † 17. August 2010 ebenda) war ein schottischer Dichter und Literaturkritiker, der 1968 den Cholmondeley Award sowie 2000 die Queen’s Gold Medal for Poetry erhielt. 2004 wurde er Poet Laureate von Schottland (Scots Makar).

## Leben

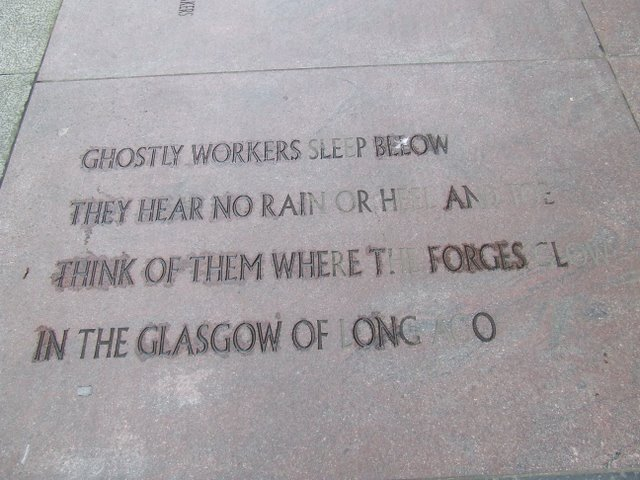
Gedicht von Morgan auf einem Bürgersteig in Glasgow

Nach dem Schulbesuch studierte Morgan an der University of Glasgow und leistete nach vorheriger Kriegsdienstverweigerung während des Zweiten Weltkrieges seinen Ersatzdienst im Royal Army Medical Corps. Zu dieser Zeit verfasste er seine ersten Gedichte. Nach Ende des Krieges wurde er 1947 Assistant Lecturer für Anglistik an der University of Glasgow.
Zu Beginn der 1950er Jahre begann er seine literarische Tätigkeit und veröffentlichte 1952 sowohl mit The Vision of Cathkin Braes einen ersten eigenen Gedichtband als auch eine Übersetzung des epischen Heldengedichts Beowulf. Während seine erste lyrischen Arbeiten eher introvertiert und düster wirkten, strahlten spätere Arbeiten zunehmend Optimismus aus und verarbeiteten wie in A Second Life (1968) auch die eigene Homosexualität. 1968 wurde er mit dem Cholmondeley Award ausgezeichnet.
1975 übernahm er eine Professur für Anglistik an der University of Glasgow und lehrte dort bis zu seiner Emeritierung 1980. Zugleich erwarb er sich einen Ruf als Übersetzer zahlreicher bekannter Schriftsteller wie Boris Leonidowitsch Pasternak, Alexander Sergejewitsch Puschkin sowie Federico García Lorca und gab eine Sammlung von diesen Übersetzungen unter dem Titel Rites of Passage (1976) heraus. 1990 erschienen kurz nacheinander sowohl eine – wenn auch unvollständige – Sammlung seiner Gedichte mit dem Titel Collected Poems als auch Crossing The Border, eine Sammlung seiner einflussreichsten Essays und Literaturkritiken. Spätere viel beachtete Arbeiten waren die literarische Adaption von Edmond Rostands Cyrano de Bergerac in einem demotischen Glasgower Dialekt sowie die Übersetzung von Jean Racines Phèdre ins Schottische unter dem Titel Phaedra (2000).
Morgan, der 1999 Poet Laureate von Glasgow wurde, erhielt 2000 außerdem die Queen’s Gold Medal for Poetry.

## Veröffentlichungen
- Flower of evil, 1943
- The vision of Cathkin Braes, and other poems, 1952
- Beowulf, 1967
- Futura-Emergent Poems, 1967
- Gnomes, 1968
- The second life. Poems, 1968
- New English dramatists 14, 1970
- Glasgow sonnets, 1972
- Instamatic poems, 1972
- From Glasgow to Saturn, 1973
- Hugh MacDiarmid, 1976
- August Platen. Selected Poems, 1978
- Twentieth century Scottish classics, 1987
- Nothing not giving messages, 1990

## Hintergrundliteratur
- R. Fulton: Contemporary Scottish Poetry, 1974
- Marshall Walker: Edwin Morgan: an interview, 1977
- Hamish Whyte: Edwin Morgan, 1980
- Geddes Thomson: The poetry of Edwin Morgan, 1986
- Colin Nicholson: Edwin Morgan: Inventions of Modernity, 2002
- Rodney Stenning Edgecombe: Aspects of Form and Genre in the Poetry of Edwin Morgan, 2003
- Chris Jones: Strange Likeness: The Use of Old English in Twentieth-Century Poetry, 2006